# Gabriele Emo
Gabriele Emo (? – Venecija, ožujak 1585.), mletački senator.
Gabriele je pripadao plemićkoj obitelji koja je obnašala važne funkcije u Mletačkoj Republici. Zaslužan je što se, u vrijeme dok je bio mletački senator, usprotivio naumu Velikog senata Mletačke Republike iz 1583. da se demontira pulski Amfiteatar i kamen po kamen preveze u Veneciju gdje bi se iznova podignuo u slavu Serenissime. Otklonivši ovo najteže iskušenje koje se nadvilo nad Arenom, zahvalni Puljani su na sjeverozapadnoj kuli Arene postavili ploču s obiteljskim grbom i zahvalnicom Gabrielu Emu.
U listopadu 1584. zbio se ozbiljni incident koji je prekinuo osmansko-mletačke odnose. Mletački kapetan Gabriele Emo napao je brod udovice i sina alžirskog beglerbega Ramazana Paşe koji se vraćao u Konstantinopol sa svom svojom imovinom. Svi na osmanskom brodu brutalno su ubijeni, a njihova je imovina ukradena. Kada su vijesti o incidentu stigle u prosincu u Konstantinopol Murat III. je pobjesnio. Sultan je poslao čauša u Mletke s porukom kojom je protestirao protiv okrutnog kršenja sporazuma, te je zahtijevao kompenzaciju. Novcem i ostalim darovima mletački bailo u Konstantinopolu uspio je umiriti visoke osmanske dužnosnike. U ožujku 1585. Mlečani su osudili i pogubili Ema. Mlečani su također obeštetili Osmanlije plativši im visoku naknadu i vrativši im svu ukradenu imovinu, uključujući i brod. Mir je sačuvan ali uz ogroman trošak.

## Vanjske poveznice
- Gabriele di Pietro Emo, portret, ulje na platnu, rad Jacopa Tintoretta  Arhivirana inačica izvorne stranice od 7. ožujka 2007. (Wayback Machine)